# العلاقات النيجرية الليختنشتانية
العلاقات النيجرية الليختنشتانية هي العلاقات الثنائية التي تجمع بين النيجر وليختنشتاين.

## مقارنة بين البلدين
هذه مقارنة عامة ومرجعية للدولتين:
| وجه المقارنة                                              | النيجر          | ليختنشتاين                                 |
| --------------------------------------------------------- | --------------- | ------------------------------------------ |
| المساحة (كم2)                                             | 1.27 مليون      | 16                                         |
| عدد السكان (نسمة)                                         | 21.48 مليون     | 37.47 ألف                                  |
| الكثافة السكانية (ن./كم²)                                 | 16.91           | 234.19 ألف                                 |
| العاصمة                                                   | نيامي           | فادوتس                                     |
| اللغة الرسمية                                             | لغة فرنسية      | اللغة الألمانية                            |
| العملة                                                    | فرنك غرب أفريقي | فرنك سويسري                                |
| الناتج المحلي الإجمالي (بليون دولار)                      | 8.12 مليار      | 6.29 مليار                                 |
| الناتج المحلي الإجمالي (تعادل القوة الشرائية) بليون دولار | 19.01 مليار     |                                            |
| الناتج المحلي الإجمالي الاسمي للفرد دولار أمريكي          | 358             |                                            |
| الناتج المحلي الإجمالي للفرد دولار أمريكي                 | 938             |                                            |
| مؤشر التنمية البشرية                                      | 0.348           | 0.908                                      |
| رمز المكالمات الدولي                                      | +227            | +423                                       |
| رمز الإنترنت                                              | .ne             | .li                                        |
| المنطقة الزمنية                                           | ت ع م+01:00     | توقيت وسط أوروبا، ت ع م+01:00، ت ع م+02:00 |

## منظمات دولية مشتركة
يشترك البلدان في عضوية مجموعة من المنظمات الدولية، منها:
| علم المنظمة | اسم المنظمة                   | تاريخ انضمام النيجر | تاريخ انضمام ليختنشتاين |
| ----------- | ----------------------------- | ------------------- | ----------------------- |
|             | الاتحاد البريدي العالمي       | ?                   | ?                       |
|             | الاتحاد الدولي للاتصالات      | 14 نوفمبر 1960      | 25 يوليو 1963           |
|             | منظمة حظر الأسلحة الكيميائية  | ?                   | ?                       |
|             | منظمة التجارة العالمية        | ?                   | ?                       |
|             | منظمة الشرطة الجنائية الدولية | ?                   | ?                       |
|             | الأمم المتحدة                 | 20 سبتمبر 1960      | 18 سبتمبر 1990          |